# Černovice, Chomutov
Černovice là một làng thuộc huyện Chomutov, vùng Ústecký, Cộng hòa Séc.